# 元衍
元衍（？—？），字安乐，河南郡洛阳县（今河南省洛阳市东）人，追尊魏景穆帝拓跋晃之孙，征西大将军、内都大官、阳平幽王拓跋新成之子，北魏宗室、官员。

## 生平
元衍先是出任营州刺史，被赐予广陵侯的爵位，改任梁州刺史，上表请求暂署王爵，以提高声望地位。皇帝下诏说：“可以说是贪得无厌的请求，所请求不合宜。”元衍转任徐州刺史，到徐州得了重病，皇帝敕令徐成伯乘坐驿车去给他治病。元衍的疾病痊愈后，徐成伯返回京城，皇帝说：“爱卿的确是名医。”赐给徐成伯绢三千匹。徐成伯推辞，请求接受一千匹。皇帝说：“《诗经》说‘贤人死亡，国事危殆。’据此说来，岂只是三千匹绢？”元衍就是如此受皇帝重视。元衍后因为生母雷氏去世，上表请求辞去刺史职务。皇帝下诏说：“‘先君馀尊之所厌’，这是《仪礼》明确记载的。末世衰落，这项规定有时被废除。侯是亲王的儿子，应该遵从馀尊的义理，服大功的丧服。”
太和十八年十一月，南齐雍州刺史曹虎占据襄阳向北魏投降，十二月辛丑朔（495年1月12日），魏孝文帝元宏派遣代理征南将军薛真度督帅四个将军从襄阳出兵，大将军刘昶从义阳出兵，使持节、安南大将军、都督徐青齐三州诸军事、南中郎将、徐州刺史、广陵侯元衍从钟离出兵，平南将军刘藻从南郑出兵，征讨南齐。太和十九年正月乙未（495年3月7日），元衍进攻钟离，南齐徐州刺史萧惠休据守城池，趁机袭击北魏军队，将他们击败。太和二十二年（498年），魏孝文帝亲征南齐，三月，南齐将军裴叔业率领军队围困涡阳，想要围魏救赵解义阳之围，魏孝文帝诏令高聪等四路军队前往支援，之后又派遣元衍前往，魏军都战败了。景明元年（500年）八月，南齐将军陈伯之进犯北魏的寿春，沿着淮河进攻，当时元衍和司徒彭城王元勰共同镇守寿春，因为九江郡刚归附北魏，民心尚未完全顺服，而且北魏行台的援兵没到，元衍和元勰对此非常担心。魏宣武帝元恪诏令傅永为统军，率领汝阴的士兵三千人先行支援，傅永到达寿春城下，元衍和元勰听到城外有军队，一起登上城楼观望，但没想到是傅永来到，直到傅永脱下铠甲，元衍和元勰才相信，于是引傅永上城楼。
元衍后在雍州刺史任内去世，谥号康侯。元衍生性清廉谨慎，在各地廉洁守法，又不经营产业，历任四州刺史，都有值得称道的政绩，去世的时候甚至没有收敛尸体的棺材。

## 家庭

### 兄弟
- 元颐，北魏青州刺史、阳平庄王
- 元振，北魏征西大将军、夏州刺史、文烈公
- 元某，北魏夏州刺史、西郡公
- 元匡，北魏镇东将军、关右都督、尚书行台、济南文贞王
- 元飏，北魏左中郎将、显武将军
- 元钦，北魏侍中、骠骑将军、司空公、钜平文懿侯

### 儿子
- 元璨，北魏辅国将军、太常少卿[1]
- 元畅，西魏鸿胪、博陵王
- 元融，西魏侍郎、殿中尚书、魏兴王